# Johan Fagrell
Johan Ulrik Gunnar Fagrell (* 16. Juni 1967 in Motala) ist ein ehemaliger schwedischer Radrennfahrer und nationaler Meister im Radsport.

## Sportliche Laufbahn
Fagrell war Teilnehmer der Olympischen Sommerspiele 1992 in Barcelona.
Im Mannschaftszeitfahren
kam der schwedische Vierer mit Michael Andersson, Björn Johansson, Jan Karlsson und Johan Fagrell als einzige Mannschaft nicht ins Ziel. Schuld daran war ein Sturz von zwei Fahrern in einer Kurve.
1989, 1990, 1993 und 1995 wurde er nationaler Meister in der Mannschaftswertung des Einzelzeitfahrens. 1990 gewann er den Titel im Mannschaftszeitfahren bei den Meisterschaften der Nordischen Ländern. 1993 und 1994 gewann er in diesem Rennen jeweils die Silbermedaille. 1991 gewann er mit dem Solleröloppet eines der traditionsreichsten schwedischen Eintagesrennen. 1995 siegte er in der Fyen Rundt in Dänemark.
Fagrell startete bei den UCI-Straßen-Weltmeisterschaften 1990 und wurde dabei 56. des Rennens.